# Wypas

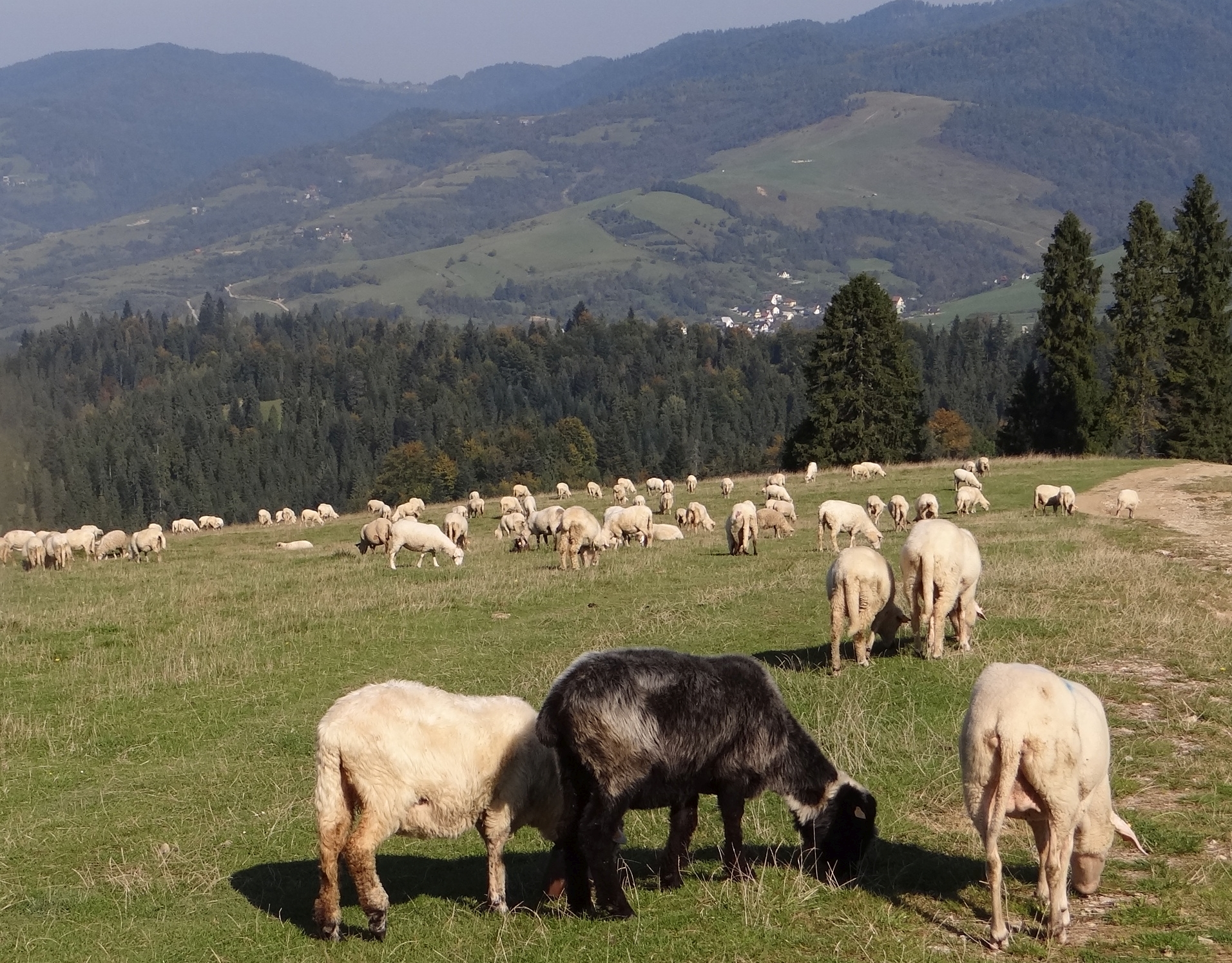
Wypas w Pieninach

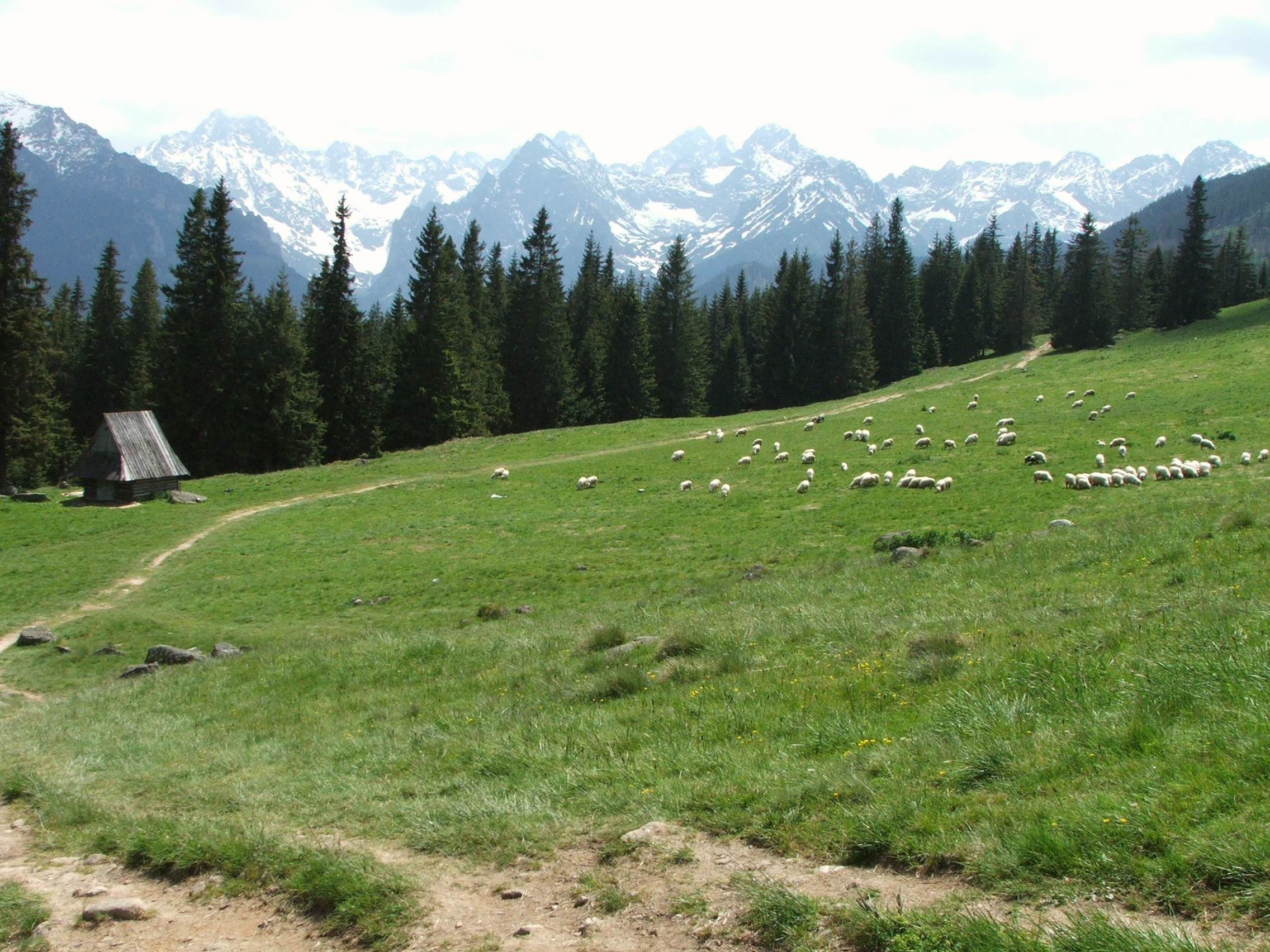
Kulturowy wypas owiec na Rusinowej Polanie w Tatrach

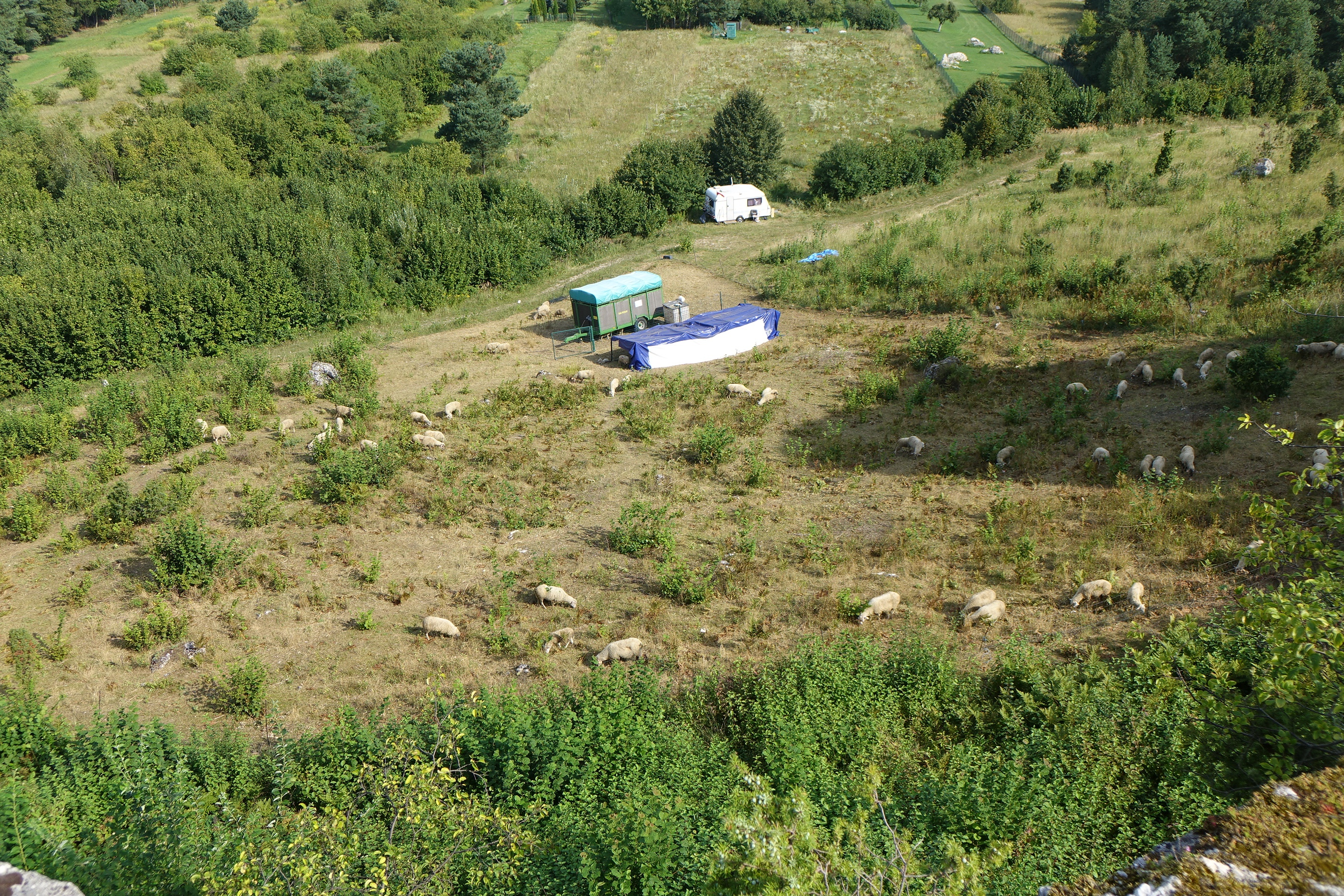
Współczesny wypas owiec

Wypas – wyprowadzanie i pilnowanie grupy zwierząt na pastwiskach, co jest ściśle związane z gospodarką pasterską. W Beskidach wypasano najczęściej owce na pastwiskach położonych poza wsiami, w pasie lasów – zwane polanami, bądź ponad ich granicą – zwane halami.
Wypas, oprócz tego, że zapobiega ekspansji pospolitych, kosmopolitycznych chwastów i roślinności krzewiastej, powoduje zachowanie zróżnicowanej strukturalnie roślinności. Wypas przynosi zarówno pozytywne, jak i negatywne skutki. Nie ogranicza się on tylko do wyjadania roślinności, lecz także do powstawania rozdeptanych, mulistych miejsc przy wodopojach zwierzęcych, wydepczysk na drogach przepędu zwierząt itd. W miejscach, gdzie tworzone były tzw. koszary wskutek wydeptania przez racice owiec trawy i użyźnienia jej odchodami, powstawały obce zespoły roślinności, tzw. psiary z dominującym gatunkiem szczawiem alpejskim zachwaszczającym pastwiska. Zniesienie wypasu na obszarze parków narodowych spowodowało jednak niekorzystne zjawisko zarastania lasem hal. Aby temu zapobiec na obszarze Tatrzańskiego Parku Narodowego wprowadzono kontrolowany wypas owiec na niektórych halach, tzw. wypas kulturowy.

## Etnografia
Nad całokształtem wypasu sprawował kontrolę baca, wybierany i wynajmowany przez właścicieli stad owiec i któremu powierzano wypas owiec na terenach należących do właścicieli owiec, bądź dzierżawionych przez nich polanach / halach (tzw. cerklach). Pełnił on także funkcję lekarza i maga, ochraniającego zwierzęta i ludzi przed działaniem czarów i złych mocy. Jego własnością były też sprzęty i naczynia używane podczas całego wypasu.
Baca nie zajmował się owcami sam – stada były zbyt liczne, czasami liczyły po kilkaset sztuk. Do pomocy baca werbował grupę juhasów (zwanych czasem wałachami) – najczęściej krewni bacy, którzy pod jego okiem wprowadzani byli do zawodu i to oni w ciągu dnia sprawowali opiekę nad stadami owiec (kierdle). Do pomocy miał również „honielników” (zwanych również owczarzami) – chłopców, podrostków.
Z właścicielami baca rozliczał się produktami uzyskiwanymi w czasie wypasu – czyli produktami z owczego mleka: bundz, bryndza i oscypki. W ciągu dnia stada owiec wypasane są przez pomocników bacy (juhasów) na halach. Na noc spędzane są one do ruchomych zagród – koszarów.
Latem powiększano stada do największych możliwych rozmiarów, jesienią zaś zmniejszano według zasobów paszy zimowej.

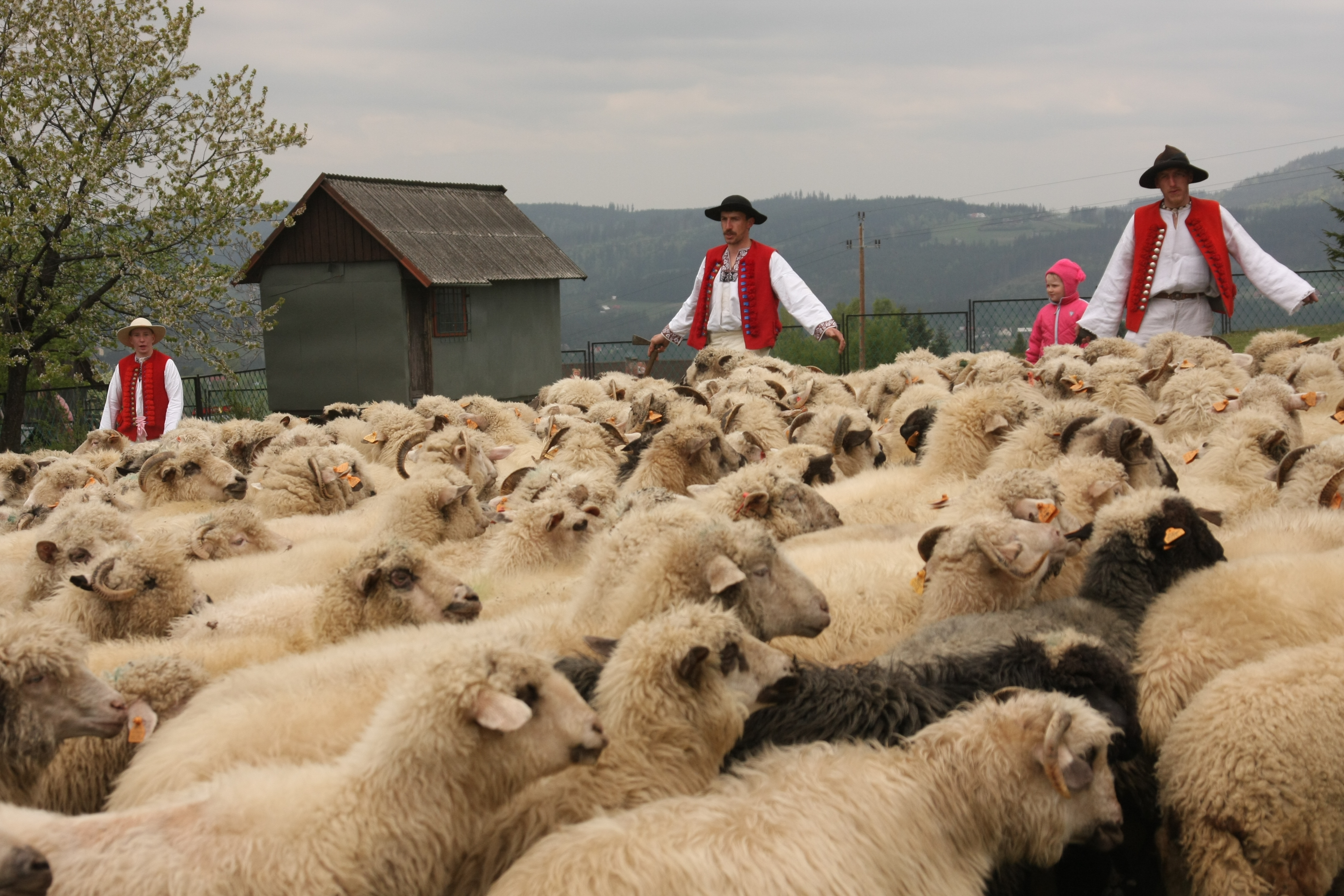
Redyk wiosenny
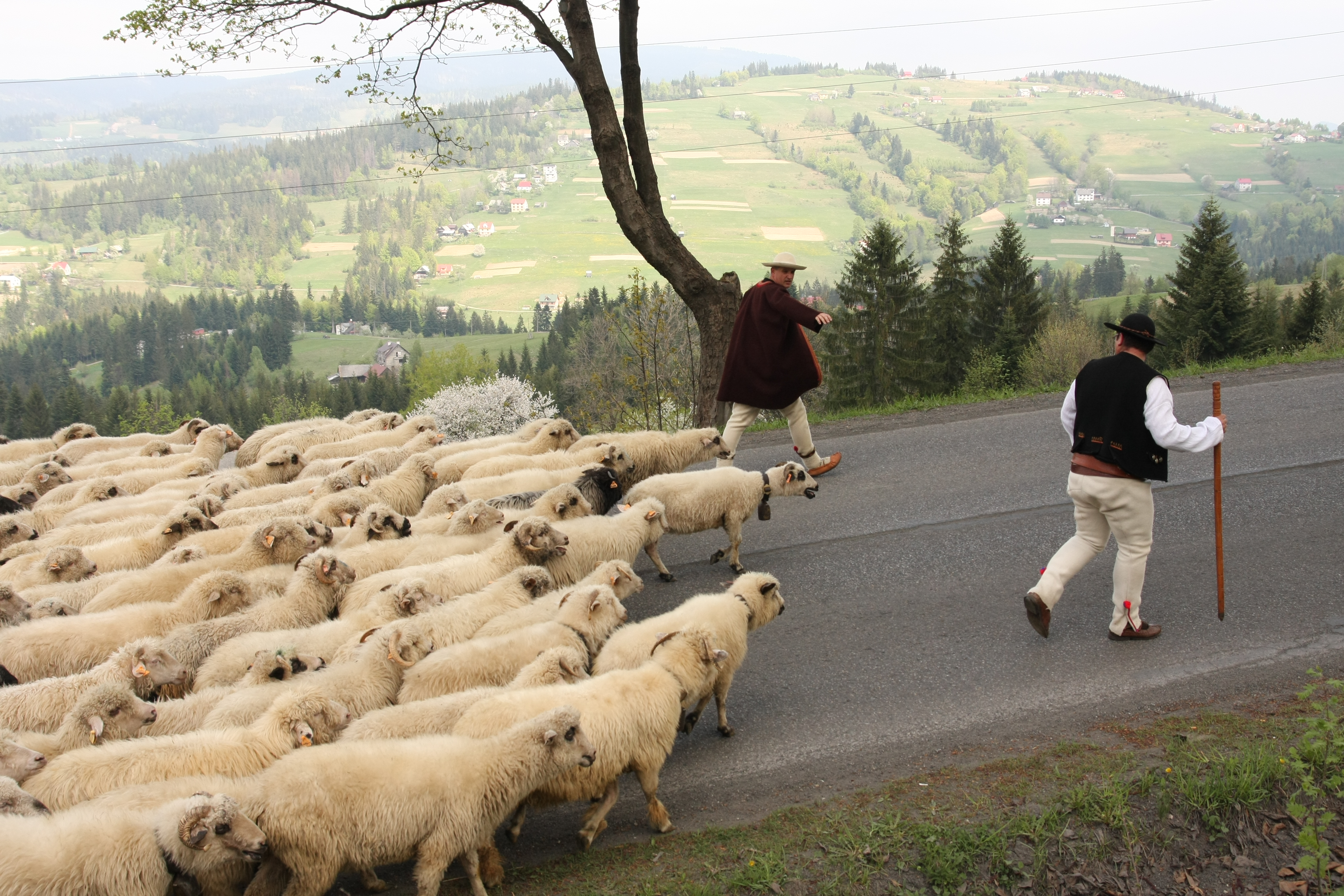
Redyk wiosenny
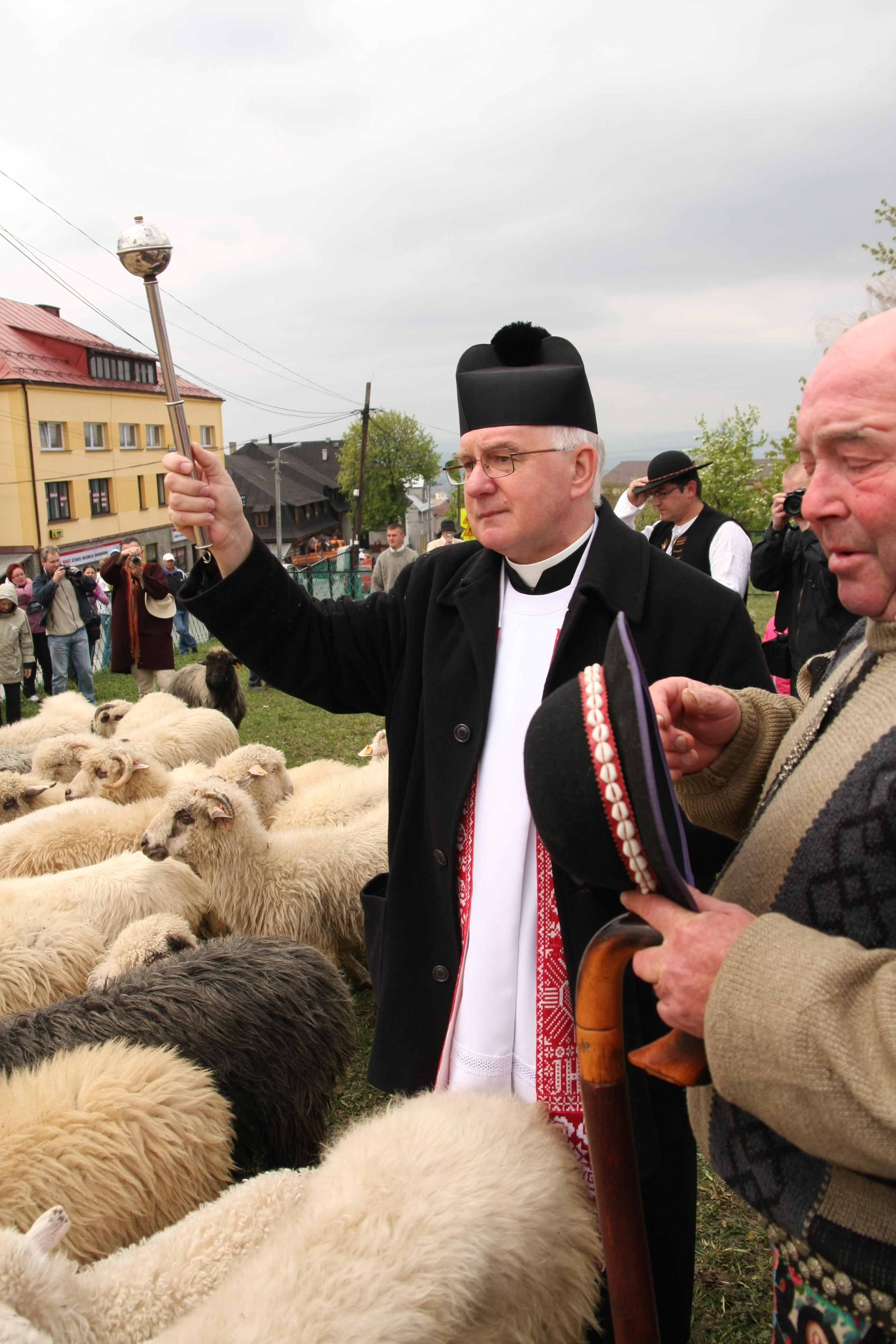
Święcenie owiec
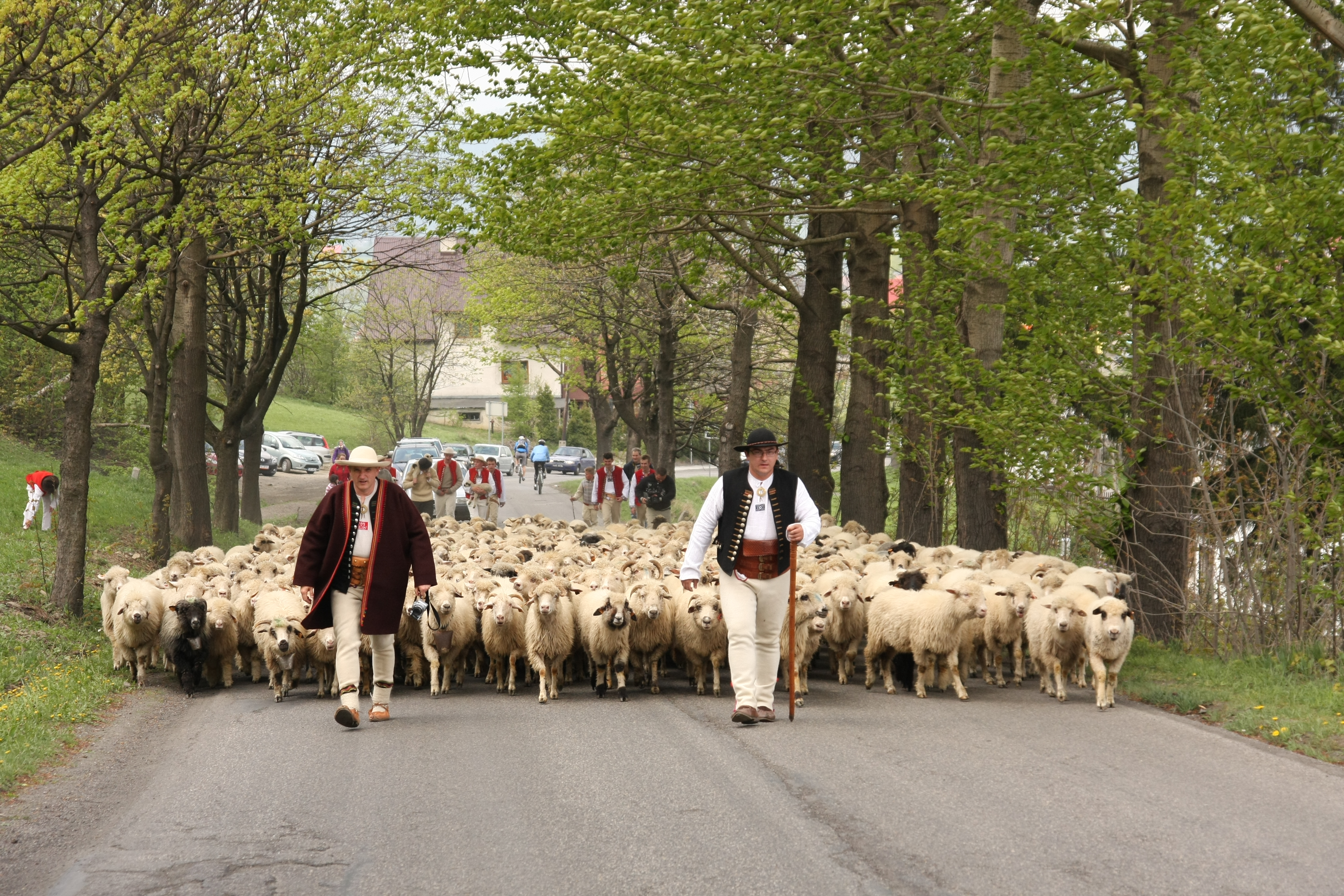
Droga przez wieś